# Solo Concarneau
La Solo Guy Cotten ou Solo Guy Cotten Concarneau, anciennement appelée Solo-portsdefrance.com, est une course à la voile annuelle en solitaire, partant et revenant à Concarneau. Elle est organisée par la Société des Régates de Concarneau et soutenue par l'entreprise Guy Cotten, pour les voiliers monotype Figaro Bénéteau, qualificative à la Solitaire du Figaro.
En 2025, c'est la première épreuve du Championnat de France de course au large en solitaire avec un coefficient de 2.

## Historique
En 2017, l'épreuve concarnoise intègre le calendrier du Championnat de France de course au large en solitaire.
En 2018, afin de préparer la Transat AG2R - La Mondiale, la direction de la course et la classe Figaro acceptent l'inscription de onze équipages en double, mais seuls les solistes marquent des points pour le Championnat de France. La 42e édition est la dernière à bord des Figaro Bénéteau 2,.
En 2019, pour la 43e édition, les concurrents naviguent sur le nouveau Figaro Bénéteau 3, équipé de foils. Le mouillage des bateaux se fait dans l’arrière-port, quai Carnot, à proximité de la Ville-Close et du centre-ville.

## Détail des courses

### Édition 2004
L'édition 2004 se déroule du 15 au 16 mai (Figaro 1 et 2).

### Édition 2005
L'édition 2005 se déroule du 6 au 7 mai (Figaro 2).

### Édition 2007
L'édition 2007 Solo Portsdefrance.com se déroule du 5 au 8 mai, avec 25 skippers (Figaro 2), 2 abandons.
Classement général solo Figaro
1. Gérald Veniard  France sur Scutum
2. Frédéric Duthil  France sur Distinxion
3. Corentin Douguet  France sur E. Leclerc Bouygues Telecom
4. Thierry Chabagny  France sur Chantiers Nautiques du Moulin Mer
5. Étienne Svilarich  France sur Grain de Soleil
6. Nicolas Lunven  France sur Bostik
7. Erik Nigon sur Axa Atout Cœur pour Aides
8. Damien Seguin  France sur Des pieds et des mains
9. Grégoire Le Mière sur Man of all Seasons
10. Alexis Loison  France sur Allmer Ineo Gdf Suez

### 31eédition 2008
L'édition 2008 Solo Portsdefrance.com se déroule du 23 au 25 mai, avec 19 skippers (Figaro 2), entre la Pointe de Penmarc'h et La Rochelle et  L'épreuve est qualificative pour la prochaine Solitaire du Figaro.
Classement général
1. Gérald Veniard  France
2. Frédéric Duthil  France sur Distinxion Automobile
3. François Gabart  France (bizuth)

### Édition 2009
L'édition 2008 Solo Portsdefrance.com se déroule du 7 au 10 mai, avec 32 skippers (Figaro 2), 2 abandons.
Classement général
1. Yann Eliès  France sur Generali
2. Antoine Koch sur Sopra Group
3. Charles Caudrelier  France sur Christine
4. Gildas Mahé  France sur Banque Populaire
5. Armel Le Cléac’h  France sur Brit Air
6. Nicolas Lunven  France sur Mécénat Chirurgie Cardiaque
7. Thomas Rouxel  France sur Défi Mousquetaire
8. Corentin Douguet  France sur E. Leclerc Mobile
9. Frédéric Duthil  France sur BBox Bouygues Telecom
10. Nicolas Berenger  France sur Koné Ascenseurs

### Édition 2010
L'édition 2010 se déroule du 5 au 8 mai, avec 18 skippers,.
Classement général solo Figaro (Solo Concarneau - portsdefrance.com)
1. Erwan Tabarly  France sur Ilona
2. Sébastien Josse  France sur Vendée, à 6 minutes
3. Corentin Douguet  France sur E. Leclerc Mobile, à 6 minutes et 4 secondes
4. François Gabart  France sur Macif 2010, à 6 minutes et 36 secondes
5. Anthony Marchand  France sur Espoir Région Bretagne, à 13 minutes
6. Yoann Richomme  France sur Dlbc, à 17 minutes et 8 secondes
7. Nicolas Jossier  France sur Impulsion Entreprendre en Pays Granvillais, à 20 minutes
8. Francisco Lobato sur Roff/Tempo-Team, à 23 minutes et 41 secondes
9. Alexis Loison  France sur Allmer Ineo Gdf Suez, à 23 minutes et 46 secondes
10. Arthur Le Vaillant sur Philia Promo immobilière, à 28 minutes et 27 secondes

### 34eédition 2011
L'édition 2011 se déroule du 5 au 7 mai, avec 27 skippers, 9 abandons.
Classement général
1. Adrien Hardy  France sur AGIR Recouvrement
2. Frédéric Duthil  France sur Sepalumic, à 27 minutes et 4 secondes
3. Xavier Macaire  France sur Starter Active Bridge, à 43 minutes et 17 secondes, 1re bizuth
4. Paul Meilhat  France sur Skipper Macif 2011, à 50 minutes et 30 secondes
5. Yoann Richomme  France sur DLBC - Recherche Partenaires, à 56 minutes et 2 secondes
6. David Sineau  France sur Rabbits Forever, à 57 minutes et 55 secondes
7. Morgan Lagravière  France sur Vendée, à 1 heure, 1 minute et 19 secondes
8. Isabelle Joschke  France  Allemagne sur Galettes Saint Michel, à 1 heure, 8 minutes et 8 secondes
9. Alexis Loison  France sur Dialog, à 1 heure, 13 minutes et 17 secondes
10. Nicolas Jossier  France sur Entreprendre en Pays Granvillais, à 1 heure, 24 minutes et 32 secondes

### 35eédition 2012
L'édition 2012 se déroule du 10 au 12 mai sur un parcours de 340 milles, avec 23 skippers, 2 abandons.
Classement général
1. Nicolas Lunven  France sur Generali
2. Morgan Lagravière  France sur Vendée
3. Yann Eliès  France sur Morbic
4. Adrien Hardy  France sur AGIR Recouvrement
5. Xavier Macaire  France sur Skipper Herault
6. Vincent Biarnes  France sur Prati'Bûches
7. Julien Villion  France sur Seixo Promotion, 1re bizuth
8. Thomas Ruyant  France sur Destination Dunkerque
9. Alexis Loison  France sur Groupe Fiva
10. Isabelle Joschke  France  Allemagne sur Galettes Saint Michel

### 37eédition 2013
L'édition 2013 se déroule du 6 au 8 mai, avec 31 skippers, 10 abandons.
Classement général
1. Paul Meilhat  France sur Skipper Macif 2011
2. Nicolas Lunven  France sur Generali, à 12 minutes et 25 secondes
3. Armel Le Cléac’h  France sur Banque Populaire, à 15 minutes et 23 secondes
4. Yann Eliès  France sur Groupe Quéguiner - Leucémie Espoir, à 18 minutes et 10 secondes
5. Julien Villion  France sur Seixo Habitat, à 32 minutes et 10 secondes
6. Thomas Ruyant  France sur Destination Dunkerque, à 36 minutes
7. Xavier Macaire  France sur Skipper Herault, à 37 minutes et 27 secondes
8. Michel Desjoyeaux  France sur T.B.S., à 38 minutes et 8 secondes
9. Henry Bomby  Royaume-Uni sur Christine, à 47 minutes et 40 secondes
10. Thierry Chabagny  France sur Gedimat, à 56 minutes et 37 secondes

### 38eédition 2014
L'édition 2014 se déroule du 1er au 3 mai, avec 32 skippers.
Classement général
1. Yann Eliès  France sur Groupe Quéguiner - Leucémie Espoir
2. Adrien Hardy  France sur AGIR Recouvrement, à 29 secondes
3. Jérémie Beyou  France sur Maître Coq, à 1 minute et 7 secondes
4. Gildas Morvan  France sur Cercle vert, à 26 minutes et 21 secondes
5. Corentin Douguet  France sur Un Maillot pour la Vie, à 26 minutes et 43 secondes
6. Charlie Dalin  France sur Normandy Elite Team, à 29 minutes et 34 secondes
7. Anthony Marchand  France sur Recherche Sponsors, à 42 minutes et 24 secondes
8. Frédéric Rivet  France sur DFDS Seaways, à 1 heure, 23 minutes et 13 secondes
9. Xavier Macaire  France sur Skipper Herault, à 1 heure, 40 minutes et 13 secondes
10. Sébastien Simon  France sur Bretagne Crédit Mutuel, à 1 heure, 47 minutes et 37 secondes

### 39eédition 2015
L'édition 2015 se déroule du 7 au 9 mai, avec 34 skippers, 2 abandons.
Classement général
1. Corentin Horeau  France sur Bretagne Crédit Mutuel Performance
2. Gildas Mahé  France sur Qualiconfort The Beautifull Watches, à 5 minutes et 36 secondes
3. Yann Eliès  France sur Groupe Quéguiner - Leucémie Espoir, à 6 minutes et 28 secondes
4. Charlie Dalin  France sur Skipper Macif 2015, à 8 minutes et 26 secondes
5. Xavier Macaire  France sur Skipper Herault, à 16 minutes et 6 secondes
6. Thierry Chabagny  France sur Gedimat, à 16 minutes et 16 secondes
7. Gildas Morvan  France sur Cercle vert, à 18 minutes et 48 secondes
8. Sébastien Simon  France sur Bretagne Crédit Mutuel Espoir, à 21 minutes et 42 secondes
9. Gwénolé Gahinet  France sur Safran - Guy Cotten, à 22 minutes et 40 secondes
10. Alexis Loison  France sur Groupe Fiva, à 28 minutes et 21 secondes

### 40eédition 2016
L'édition 2016 se déroule du 17 au 19 de mars.
Classement général solo (23 bateaux)
1. Charlie Dalin  France sur Skipper Macif 2015
2. Yoann Richomme  France sur Skipper Macif 2014
3. Thierry Chabagny  France sur Gedimat
4. Nicolas Lunven  France sur Generali
5. Anthony Marchand  France sur Ovimpex – Secours Populaire
6. Will Harris  Royaume-Uni sur Artemis 77
7. Benjamin Dutreux  France sur Team Vendée
8. Corentin Douguet  France sur Sofinther - Un Maillot pour la Vie
9. Nicholas Cherry sur Redshift
10. Alan Roberts  Royaume-Uni sur Vasco Da Gama

Classement général duo (10 bateaux)
1. Yann Eliès et Antoine Carpentier Villon  France sur Groupe Queguiner - Leucémie Espoir
2. Sébastien Simon et Xavier Macaire  France sur Bretagne CMB Performance
3. Adrien Hardy et Vincent Biarnes  France sur AGIR Recouvrement
4. Martin Le Pape et Eric Peron  France sur Bellocq Paysages
5. Samuel Matson et Robin Elsey Peron sur Artemis
6. Milan Kolacek et Pierre Brasseur sur Fulgur Evapco
7. Andrew Baker et Nicolas Jossier sur Artemis 64
8. Tanguy Le Turquais et Hervé Aubry  France sur Cuisine Ixina
9. Tolga Pamir et Stéphanie Jadaud sur Free Dom - Service à Domicile

### 41eédition 2017
L'édition 2017 se déroule du 6 au 7 avril, avec 37 skippers.
Classement général
1. Charlie Dalin  France sur Skipper Macif 2015
2. Erwan Tabarly  France sur Armor Lux, à 1 minute et 51 secondes
3. Yann Eliès  France sur Groupe Queguiner - Leucémie Espoir, à 2 minutes et 33 secondes
4. Adrien Hardy  France sur AGIR Recouvrement, à 3 minutes et 45 secondes
5. Thierry Chabagny  France sur Gedimat, à 8 minutes et 31 secondes
6. Benjamin Dutreux  France sur Du Flocon à la Vague, à 9 minutes et 49 secondes
7. Nicolas Lunven  France sur Generali, à 10 minutes et 27 secondes
8. Alexis Loison  France sur Custo Pol, à 16 minutes et 54 secondes
9. Gildas Mahé  France sur Du talent mais pas d'argent, à 19 minutes et 3 secondes
10. Sébastien Simon  France sur Bretagne CMB Performance, à 27 minutes et 15 secondes

### 42eédition 2018
L'édition 2018 se déroule du 5 au 7 avril, dernière course des Figaro Bénéteau 2, avec 22 équipiers en duo et 24 skippers en solo,.
Classement général solo (24 bateaux)
1. Anthony Marchand  France sur Groupe Royer – Secours Populaire
2. Alexis Loison  France sur Custo Pol, à 4 minutes et 12 secondes
3. Alan Roberts  Royaume-Uni sur Seacat Services, à 4 minutes et 48 secondes
4. Charlie Dalin  France sur Skipper Macif 2015, à 7 minutes et 52 secondes
5. Sébastien Simon  France sur Bretagne CMB Performance, à 9 minutes et 53 secondes
6. Erwan Tabarly  France sur Armor Lux, à 11 minutes et 35 secondes
7. Pierre Leboucher  France sur Guyot Environnement, à 33 minutes et 13 secondes
8. Xavier Macaire  France sur Groupe SNEF, à 33 minutes et 41 secondes
9. Pierre Quiroga  France sur Skipper Espoir CEM, à 45 minutes et 32 secondes
10. Pierre Rhimbault  France sur Bretagne CMB Espoir, à 50 minutes et 38 secondes

Classement général duo (11 bateaux),
1. Yann Eliès et Julien Villion  France sur Saint Michel
2. Loïs Berrehar et Erwan Le Draoulec  France sur Concarneau Entreprendre, à 8 minutes et 42 secondes
3. Gildas Mahé et Nicolas Troussel  France sur Breizh Cola, à 9 minutes et 24 secondes
4. Corentin Douguet et Christian Ponthieu  France sur NF Habitat, à 12 minutes et 54 secondes
5. Tanguy Le Turquais et Clarisse Cremer  France sur Everial, à 37 minutes et 21 secondes
6. Benjamin Dutreux et Frédéric Denis  France sur Sateco - Team Vendée Formation, à 38 minutes et 30 secondes
7. Justine Mettraux et Isabelle Joschke  France  Allemagne sur TeamWork Net, à 42 minutes et 49 secondes
8. Adrien Hardy et Thomas Ruyant  France sur AGIR Recouvrement, à 1 heure, 9 minutes et 34 secondes
9. Thomas Dolan et Tanguy Bouroullec  Irlande  France sur Smurfit Kappa / Cerfrance, à 2 heures, 58 minutes et 36 secondes
10. Mathieu Claveau et Agnès Menut  France sur Elcam, à 4 heures, 26 minutes et 11 secondes

### 43eédition 2019
L'édition 2019 se déroule du 12 au 14 mai, avec les nouveau Figaro Bénéteau 3.
Classement général
1. Armel Le Cléac’h  France sur Banque Populaire
2. Martin Le Pape  France sur Skipper Macif 2017, à 4 minutes et 15 secondes
3. Eric Peron  France sur French Touch, à 15 minutes et 3 secondes
4. Loïs Berrehar  France sur Bretagne CMB Performance, à 20 minutes et 34 secondes
5. Will Harris  Royaume-Uni sur Hive Energy Ocean Attitude, à 23 minutes et 6 secondes
6. Adrien Hardy  France sur Sans nature, pas du futur, à 40 minutes et 53 secondes
7. Pierre Leboucher  France sur Guyot Environnement, à 41 minutes et 12 secondes
8. Gildas Morvan  France sur Niji, à 1 heure, 18 minutes et 45 secondes
9. Pierre Quiroga  France sur Skipper Macif 2019, à 1 heure, 29 minutes et 58 secondes
10. Sébastien Marsset  France sur HandicapAgir Ensemble, à 1 heure, 46 minutes et 6 secondes, 1re bizuth

### 44eédition 2020
L'édition 2020 se déroule du 6 au 8 août, avec 32 skippers.
Classement général
1. Pierre Quiroga  France sur Skipper Macif 2019
2. Alan Roberts  Royaume-Uni sur Seacat Services, à 1 minute et 16 secondes
3. Anthony Marchand  France sur Groupe Royer, à 1 minute et 53 secondes
4. Robin Marais  France sur Ma Chance moi aussi, à 6 minutes et 37 secondes
5. Gildas Mahé  France sur Breizh Cola, à 7 minutes et 14 secondes
6. Tanguy Le Turquais  France sur Groupe Quéguiner - Innoveo, à 7 minutes et 35 secondes
7. Eric Peron  France sur French Touch, à 9 minutes et 2 secondes
8. Adrien Hardy  France sur Ocean Attitude, à 10 minutes et 7 secondes
9. Jack Boutell  Australie sur Jack Boutell Racing, à 12 minutes et 2 secondes
10. Pierre Leboucher  France sur Guyot Environnement, à 12 minutes et 13 secondes

### 45eédition 2021
L'édition 2021 se déroule du 22 au 24 juillet.
Classement général
1. Xavier Macaire  France sur Team SNEF
2. Tom Laperche  France sur Bretagne - CMB Performance, à 7 minutes et 6 secondes
3. Tanguy Le Turquais  France sur Queguiner Innoveo, à 33 minutes et 20 secondes
4. Pierre Leboucher  France sur Guyot Environnement, à 33 minutes et 41 secondes
5. Thomas Dolan  Irlande sur Smurfit Kappa – Kingspan, à 42 minutes et 9 secondes
6. Corentin Horeau  France sur Mutuelle Bleue pour l’Institut Curie, à 42 minutes et 47 secondes
7. Pierre Quiroga  France sur Skipper Macif 2019, à 46 minutes et 2 secondes
8. Gildas Mahé  France sur Breizh Cola, à 47 minutes et 30 secondes
9. Alexis Thomas  France sur La Charente Maritime, à 48 minutes et 10 secondes, 1re bizuth
10. Gaston Morvan  France sur Bretagne - CMB Espoir, à 48 minutes et 58 secondes

### 46eédition 2022
L'édition 2022 se déroule du 3 août au 7 août, avec 34 skippers dont 6 bizuths. 6 abandons.
Classement général
1. Tom Laperche  France sur Région Bretagne - CMB Performance
2. Erwan Le Draoulec  France sur Skipper Macif 2020, à 9 minutes et 30 secondes
3. Gaston Morvan  France sur Région Bretagne - CMB Espoir, à 14 minutes et 37 secondes
4. Guillaume Pirouelle  France sur Région Normandie, à 22 minutes et 16 secondes
5. Corentin Horeau  France sur Mutuelle Bleue, à 25 minutes et 46 secondes
6. Loïs Berrehar  France sur Skipper Macif 2022, à 29 minutes et 20 secondes
7. Frédéric Duthil  France sur Le Journal des Entreprises, à 32 minutes et 29 secondes
8. Violette Dorange  France sur Devenir, à 48 minutes et 31 secondes
9. Laurent Bourgues  France sur #DevenezPartenaire, à 57 minutes
10. Alan Roberts  Royaume-Uni sur Seacat Services, à 57 minutes et 12 secondes

### 47eédition 2023
L'édition 2023 se déroule du 23 juillet au 30 juillet, avec 32 skippers dont 6 bizuths. Trois manches côtières avec  coefficient 4 au cumulé (1, 1.5, 1.5) et la grande course avec un coefficient 5. Corentin Horeau sur Banque Populaire remporte la course au large mais Guillaume Pirouelle s'impose au général sur Région Normandie
Classement général à l'issue des quatre manches
1. Guillaume Pirouelle  France sur Région Normandie
2. Corentin Horeau  France sur Banque Populaire
3. Basile Bourgnon  France sur Edenred
4. Élodie Bonafous  France sur Queguiner - La vie en rose
5. Charlotte Yven  France sur Skipper Macif 2023
6. Hugo Dhallenne  France sur Yacht Club Saint-Lunaire
7. Philippe Hartz  France sur Marine Nationale - Fondation de la mer
8. Gaston Morvan  France sur Région Bretagne - CMB Performance
9. Pierre Daniellot  France sur Team Vendée Formation
10. Benoit Tuduri  France sur Capso en cavale

### 48eédition 2024
L'édition 2024 se déroule du 11 mars au 15 mars, avec 35 skippers dont 15 bizuths et 8 femmes. Deux manches côtières avec  coefficient 3 au cumulé (1,5 et 1,5) et la grande course avec un coefficient 5. Loïs Berrehar sur Skipper Macif 2022 remporte la course au large, devant Alexis Loison sur Groupe Réel, et s'impose au général. La demande de redressement de Gaston Morvan à la suite de la collision dont il a été victime avec Chloé Le Bars (Endobreizh) lors de la première nuit de la grande course a été accordée par le jury. Le skipper de Région Bretagne – CMB Performance est ainsi reclassé à la seconde place du classement général après trois manches.
Classement général solo (35 bateaux)
1. Loïs Berrehar  France sur Skipper Macif 2022
2. Gaston Morvan  France sur Région Bretagne - CMB Performance
3. Romen Richard  France sur Voile passion Santé - Trans-Forme
4. Jules Delpech  France sur Orcom
5. Basile Bourgnon  France sur Edenred
6. Alexis Loison  France sur Groupe réel
7. Arno Biston  France sur Tizh mor (1re bizuth)
8. Martin Le Pape  France sur Demain
9. Maël Garnier  France sur Selencia - Cerfrance
10. Alexis Thomas  France sur Wings of the Ocean

### 49eédition 2025
L'édition 2025 se déroule du 24 mars au 29 mars, avec 31 skippers en solo dont 9 bizuths et 14 équipiers en double. Deux manches côtières avec  coefficient 2,5 au cumulé (1,5 et 1) et la grande course avec un coefficient 5. Jules Ducelier sur Région Normandie remporte la course au large mais Alexis Thomas s'impose au général sur Wings of the Ocean. 15 minutes de pénalité ont été données à six concurrents ayant franchi une zone interdite à la navigation, située autour de Belle-Ile ; ce qui a modifié le classement de la grande course, Alexis Loison passe alors deuxième derrière Jules Ducelier. Cela a modifié également le podium du classement général définitif.
Classement général solo (31 bateaux)
1. Alexis Thomas  France sur Wings of the Ocean
2. Tom Goron  France sur Figaro libre
3. Jules Ducelier  France sur Région Normandie
4. Alexis Loison  France sur Groupe réel
5. Hugo Dhallenne  France sur Skipper Macif 2025
6. Quentin Vlamynck  France sur Les étoiles filantes
7. Thomas Dolan  Irlande sur Kingspan
8. Arno Biston  France sur Article 1
9. Thomas Dupont De Dinechin  France sur Almond for pure Ocean
10. Laure Galley  France sur DMG mori academy

Classement général duo (7 bateaux)
1. Edouard Golbery et Jules Delpech  France sur Verder P'tit Duc
2. Éric Péron et Paul Morvan  France sur French touch Ocean club
3. Cindy Brin et Thomas André  France sur Cap Saint Barth
4. Ellen Driver et Oliver Hill  Royaume-Uni sur Women's engineering society
5. Calanach Finlayson et David Paul  Royaume-Uni sur Solan Ocean racing